# Опашнохордови
Опашнохордовите или по-правилно Мантийните (Tunicata) са подтип хордови, наброяващ около 700 вида. Развитието им преминава през опашата ларва с хорда и нервна тръба, разположени в опашната област. При метаморфозата повечето мантийни вторично губят хордата си заедно с цялата опашка, а нервната тъкан се ограничава върху съвсем тясна област.
Тялото на възрастното животно е крушообразно. В него фаринксът заема най-голямо пространство. В него от попадащата вода се филтрира храната, след което се отправя към стомаха. Несмлените хранителни остатъци напускат тялото през клоака, която едновременно и изходен отвор и за водата и за половите клетки – сперматозоиди и яйца. Като централен двигател на кръвообращението опашнохордовите животни притежават двукамерно сърце. То се отличава с т.нар. обратен удар - в продължение на няколко минути кръвта се изпраща по посока на хрилете, за момент настъпва покой, след това за същото време кръвта се отправя в обратна посока към стомашната артерия и гонадите.
Централна група на мантийните са асцидиите (Ascidiacea), които във възрастно състояние са прикрепени. Наред с тях има и форми (Larvacea или Appendicularia), които запазват хордата си през целия си живот. Трета група (Thaliacea) са преминали вторично към подвижен начин на живот. При тях се наблюдава метагенезис или „смяна на поколенията“ - жизнен цикъл с алтернативна смяна на полово и безполово размножаване.